# Jellisonia bonia
Jellisonia bonia är en loppart som beskrevs av Traub et Johnson 1952. Jellisonia bonia ingår i släktet Jellisonia och familjen fågelloppor. Inga underarter finns listade i Catalogue of Life.